# رما (تگزاس)
رما، تگزاس(به انگلیسی: Roma, Texas) شهری در ایالت تگزاس از ایالات جنوبی ایالات متحده آمریکا است. در سرشماری سال ۲۰۰۰، جمعیت این شهر ۹۶۱۷ نفر اعلام شد.